# Reggenza di Tambrauw
La reggenza di Tambrauw (in indonesiano: Kabupaten Tambrauw) è una reggenza dell'Indonesia, situata nella provincia di Papua sud-occidentale.